# Copa Airlines
Copa Airlines is de nationale luchtvaartmaatschappij van Panama. Copa is een acroniem voor Compañía Panameña de Aviación, wat Panamese luchtvaartmaatschappij betekent in het Spaans. Het is de grootste Panamese luchtvaartmaatschappij met vluchten op Noord-Amerika, Centraal-Amerika, Zuid-Amerika en de Caraïben. Het hoofdkwartier is in Panama-Stad, de luchthaven is Tocumen International Airport. De onderneming heeft ook een Colombiaanse luchtvaartmaatschappij, deze is bekend onder de naam Copa Airlines Colombia. 

## Geschiedenis
Copa Airlines is opgericht in 1947 als COPA Panama of Compania Panamena de Aviacion door Pan American World Airways. Copa Airlines kwam later in handen van de Motta familie. Later nam TACA Airlines uit El Salvador en Continental Airlines uit de Verenigde Staten een aandeel in de maatschappij. In 2006 werd Copa Airlines een associate van SkyTeam. Op 24 oktober 2009 trad Copa Airlines uit de SkyTeam alliantie. op 21 juni 2012 werd het lid van Star Alliance.

## Diensten
Copa Airlines voerde in december 2008 lijnvluchten uit naar:
- Belo Horizonte, Barranquilla, Bogota, Buenos Aires, Cali, Cancún, Caracas, Cartagena, Córdoba, Guadalajara, Guatemala-Stad, Guayaquil, Havana, Kingston, Lima, Los Angeles, Managua, Manaus, Maracaibo, Medellín, Mexico-Stad, Miami, Montevideo, New York, Oranjestad, Orlando, Paramaribo, Port-au-Prince, Port of Spain Punta Cana, Quito, Rio de Janeiro, San Andrés, San José, San Juan, San Pedro Sula, San Salvador, Santiago (Chili) , Santiago de los Caballeros, Santo Domingo, Santa Cruz de la Sierra, São Paulo, Tegucigalpa, Valencia, Washington D.C..

## Vloot
De vloot van Copa Airlines bestond in januari 2017 uit 88 vliegtuigen als volgt verdeeld:
- 10 Boeing B737-700
- 64 Boeing B737-800
- 14 Embraer 190

## Code
- IATA Code: CM